# スパッスク＝リャザンスキー

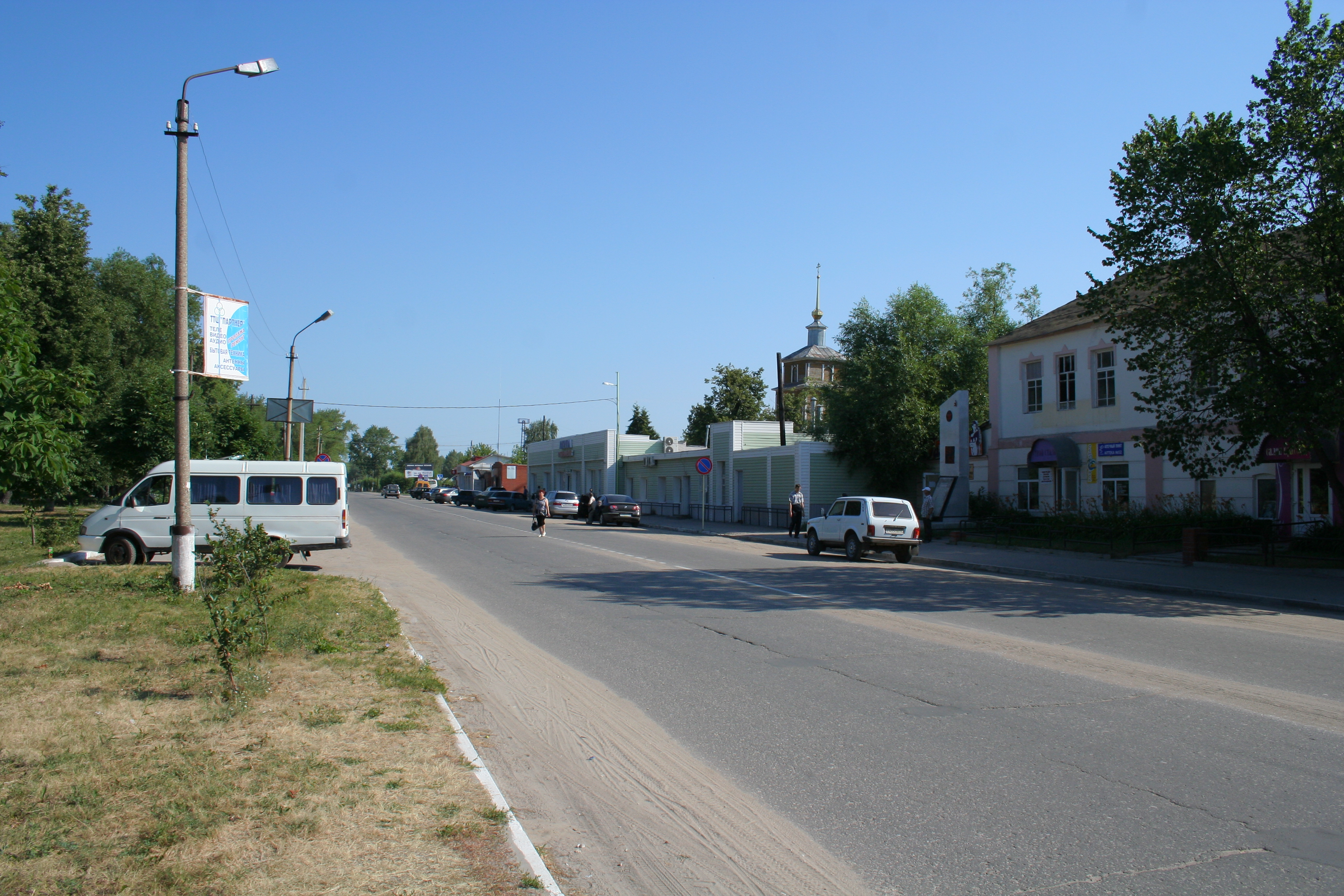
スパッスク＝リャザンスキー

スパッスク＝リャザンスキー（スパッスク＝リャザーンスキー、ロシア語: Спасск-Ряза́нский; Spassk-Ryazansky）は、ロシア連邦のリャザン州にある町。人口は5,796人（2021年）。州都リャザンから南東へ55キロメートルで、スパッスク地区の行政中心地。メシュチョラ低地の南部、オカ川の左岸（北岸）に位置する。

## 歴史
スパッスク＝リャザンスキーの対岸には、1237年のモンゴル帝国のルーシ侵入以前にリャザン公国の首都があったスターラヤ・リャザーニ（旧リャザン）の村がある。
スパッスク＝リャザンスキーの場所には15世紀頃から集落があったと考えられているが、最初にこの集落が文献記録の中に現れるのは1629年のことで、ヴァスキナ＝ポリャナという名のスロボダ（職人や商人の住む集落）とスパッスクという名の村があった。このスロボダは、15世紀に建てられたスパス＝ザレチェンスキー修道院（Спас-Зареченский монастырь）に属していたが、この修道院は1764年に廃止させられた。
1778年にスパッスクは市の地位を与えられ、スパッスク郡の中心地となった。1929年に他の「スパッスク」という名の町（ペンザ州のスパッスク、沿海地方のスパッスク＝ダリニー）と区別するため、「リャザン州の」という意味でリャザンスキーという接尾辞が加えられている。

## 文化
スパッスク＝リャザンスキーには19世紀から20世紀初頭にかけて建てられた聖堂や住宅が多く残っている。市内には歴史・建築博物館がある。
町の中心から3km離れたオカ川の対岸には、モンゴル軍によって破壊されたリャザン公国の首都があったスターラヤ・リャザーニの村があり、リャザン公国の遺跡が残る。
町から北東にあるスパッスク地区のイジェフスコエ村には、当地で1857年に生まれたロシアのロケット工学・宇宙開発の父、コンスタンチン・ツィオルコフスキーを記念する博物館がある。
スパッスク地区の北部には、オカ川とその支流プラ川の流域に、ソ連時代の1935年にオカ自然保護区が設定され、1985年には生物圏保護区にも指定された。ここでは、貴重な湿地の生態系が管理されている。

## 経済と交通
スパッスク＝リャザンスキーで最も大きな企業は革製品工場であり、その他に食品工業や軽工業が立地している。
オカ川の対岸（南岸）には、スパッスク＝リャザンスキーの町の西から南にかけて、モスクワ・リャザン・ルザエフカ・シズラニを結ぶ鉄道と、モスクワ・リャザン・サマーラ・チェリャビンスクを結ぶM5幹線道路が走る。町からは15kmから20km離れたところを通るが、オカ川を橋または渡し船で越えて接続することができる。